# Anne van Rießen
Anne van Rießen ist eine Sozialwissenschaftlerin mit dem Fachgebiet Methoden Sozialer Arbeit und Hochschulprofessorin.

## Leben
Anne van Rießen studierte Sozialarbeit (Diplom) an der Hochschule Düsseldorf (ehemals Fachhochschule Düsseldorf) und arbeitete danach in der Praxis der Jugendsozialarbeit.
2015 promovierte sie mit der Arbeit Zum Gebrauchswert theaterpädagogischer Maßnahmen im Kontext der Aktivierungsprogrammatik. Eine empirische Studie aus der Perspektive der Nutzer_innenforschung an der Fakultät für Bildungswissenschaften der Universität Duisburg-Essen. Die Arbeit erschien ein Jahr später unter dem Titel Zum Nutzen Sozialer Arbeit.
Seit 2017 ist sie Mitglied im Vorstand der Deutschen Gesellschaft für Soziale Arbeit (DGSA) als gewählte Beisitzerin.
Seit 2018 forscht und lehrt Anne van Rießen an der Hochschule Düsseldorf mit dem Fachgebiet Methoden Sozialer Arbeit. Ihre Arbeitsschwerpunkte liegen in den Bereichen sozialraumbezogene Soziale Arbeit, Nutzer:innenforschung sowie Partizipation und Demokratisierung Sozialer Arbeit.
Unter anderem durch die Herausgabe mit Katja Jepkens Nutzen, Nicht-Nutzung, und Nutzung Sozialer Arbeit hat sie den deutschsprachigen Diskurs um die Nutzerinnenforschung in der Sozialen Arbeit wesentlich mitgeprägt. Sie prägte diesen Diskurs auch durch die Mitgründung der DGSA-Fachgruppe „Adressat*innen, Nutzen, (Nicht-)Nutzung“ mit.
Von 2023 bis 2024 war sie berufenes Mitglied der Sachverständigenkommission des Vierten Engagementberichts des Bundesministeriums für Familie, Senioren, Frauen und Jugend.
Sie ist zudem Redaktionsmitglied der Zeitschrift Widersprüche und des Online-Journals sozialraum.de.

## Publikationen (Auswahl)

### Monografien
- Anne van Rießen: Zum Nutzen Sozialer Arbeit – Theaterpädagogische Maßnahmen im Übergang zwischen Schule und Erwerbsarbeit. Springer VS, Wiesbaden 2016, ISBN 978-3-658-14275-9 (283 S.).
- Christian Bleck, Anne van Rießen, Reinhold Knopp und Thorsten Schlee: Sozialräumliche Perspektiven in der stationären Altenhilfe – Eine empirische Studie im städtischen Raum. Springer VS, Wiesbaden 2018, ISBN 978-3-658-19541-0 (104 S.).
- Katja Jepkens, Liska Sehnert, und Anne van Rießen: Engagement mit Zukunft – Förderung der Selbstbestimmung und Teilhabe älterer Menschen im Sozialraum. Nomos, Baden-Baden 2022, ISBN 978-3-8487-7068-7 (214 S.).

### Herausgaben
- Anne van Rießen und Katja Jepkens (Hrsg.): Nutzen, Nicht-Nutzen und Nutzung Sozialer Arbeit – Theoretische Perspektiven und empirische Erkenntnisse subjektorientierter Forschungsperspektiven. Springer VS, Wiesbaden 2019, ISBN 978-3-658-23249-8 (303 S.).
- Kathrin Aghamiri, Rebekka Streck und Anne van Rießen (Hrsg.): Alltag und Soziale Arbeit in der Corona-Pandemie – Einblicke in Perspektiven der Adressat*innen. Verlag Barbara Budrich, 2022, ISBN 978-3-8474-2565-6 (364 S.).
- Anne van Rießen und Christian Bleck (Hrsg.): Handlungsfelder und Adressierungen der Sozialen Arbeit. Kohlhammer, Stuttgart 2022, ISBN 978-3-17-039846-7 (631 S.).